# Karl Sudhoff

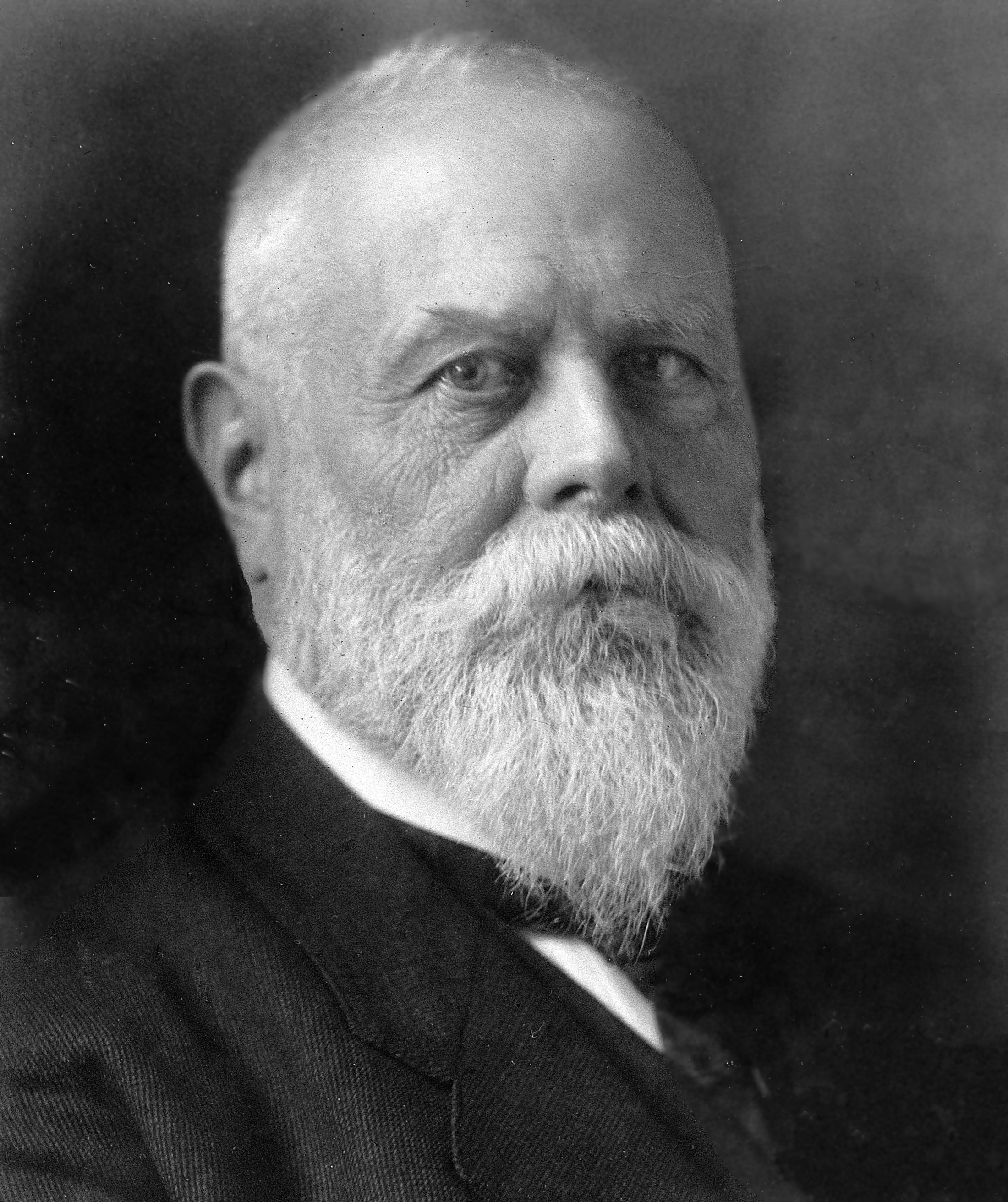
Karl Sudhoff.

Karl Sudhoff, född den 26 november 1853 i Frankfurt am Main, död den 8 oktober 1938 i Salzwedel, var en tysk medicinhistoriker.
Sudhoff blev 1905 professor och direktor för Institutet för medicinens historia i Leipzig. Han utgav bland annat Paracelsusforschungen (1887-89), Klassiker der Medizin (30 band, 1910-23) och Handbuch der Geschichte der Medizin (1922). Sudhoff redigerade Archiv für Geschichte der Medizin (från 1907).